# Anders Pihlblad (friidrottare)
Anders Pihlblad, född 11 december 1998, är en svensk friidrottare (kortdistanslöpning) tävlande för Örgryte IS. Han var med och vann SM-guld på både 4×100 och 4×400 meter vid SM 2021 och på 4×100 meter vid SM 2022.

## Personliga rekord
| Utomhus - 100 meter – 10,70 (Malmö, Sverige 14 augusti 2021) - 200 meter – 21,09 (Malmö, Sverige 14 augusti 2021) - 400 meter – 47,05 (Göteborg, Sverige 24 juli 2021) | Inomhus - 60 meter – 7,07 (Göteborg, Sverige 10 januari 2021) - 200 meter – 21,72 (Växjö, Sverige 22 februari 2020) - 400 meter – 48,20 (Göteborg, Sverige 6 februari 2021) |

### Fotnoter
1. ↑  ”Personsida på Friidrottstatistik”. friidrottsstatistik.se. https://www.friidrottsstatistik.se/atswe.php?Gender=1&ID=294028. Läst 10 september 2021.
2. ↑  ”Friidrotts-SM 2019 Karlstad”. Arkiverad från originalet den 2 september 2019. https://web.archive.org/web/20190902083413/http://212.247.216.72/friidrott/sm19/result_t.php. Läst 17 september 2019.
3. ↑  ”Stafett-SM 2019-05-25/26”. huddingeais.se. https://data.huddingeais.se/tavling/19/stafettsm/190525.htm. Läst 25 augusti 2019.
4. ↑  ”Resultat: Friidrotts-SM, Uppsala 14‐16.8.20”. friidrottsstatistik.se. https://www.friidrottsstatistik.se/resultsswe.php?CID=12968582&Season=2020. Läst 1 september 2020.
5. ↑  ”Friidrotts-SM, Borås 27-29.8.21”. friidrottsstatistik.se. https://www.friidrottsstatistik.se/resultsswe.php?CID=12994166&Season=2021. Läst 29 augusti 2021.
6. 1 2  ”SM-JSM-USM-VSM Stafett, Huddinge 31.7-1.8.21”. friidrottsstatistik.se. https://www.friidrottsstatistik.se/resultsswe.php?CID=12993132&Season=2021. Läst 29 augusti 2021.
7. ↑  ”Resultat: SM-JSM-USM-VSM Stafett, Göteborg/S 28‐29.5.22”. friidrottsstatistik.se. https://www.friidrottsstatistik.se/resultsswe.php?CID=13014836&Season=2022. Läst 6 augusti 2022.
8. ↑  ”Inomhus-SM 2019”. liveresults.se. https://liveresults.se/competition/inomhus-sm-2019?tab=results. Läst 17 februari 2019.
9. 1 2 3 4 5 6 7  ”Personsida på Worldathletics webbplats” (på engelska). worldathletics.org. https://worldathletics.org/athletes/sweden/anders-pihlblad-14800390. Läst 10 september 2021.